# Iman

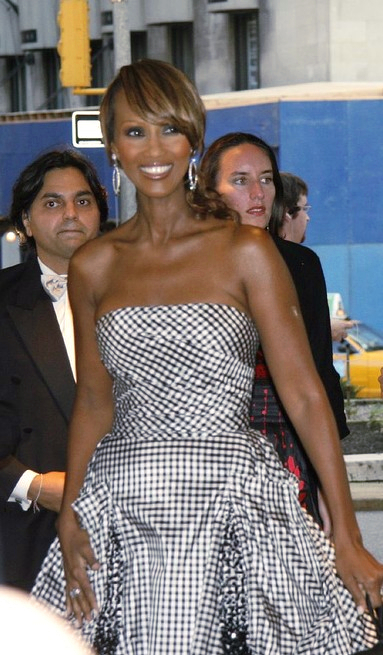
Iman Abdulmajid

Iman (arabiska: إيمان från 'ámuna, امن) är ett arabiskt namn som betyder "tro", "troende" eller "att vara trogen". Namnet kan användas av både kvinnor och män.
Den 31 december 2014 fanns det totalt 1 373 kvinnor och 187 män folkbokförda i Sverige med namnet Iman, varav 1 218 kvinnor och 154 män bar det som tilltalsnamn.
Namnsdag: saknas

## Kända personer med namnet Iman
- Iman Abdulmajid, somalisk-amerikansk fotomodell
- Iman Shakarchi, svensk politiker (s)
- Iman Shumpert, amerikansk basketspelare
- Iman Wilkens, nederländsk författare